# Горбуны (Щёлковский район)
Горбуны — деревня в Щёлковском районе Московской области России, входит в состав городского поселения Фряново. Население — 49 чел. (2010).

## География
Деревня Горбуны расположена на северо-востоке Московской области, в северо-восточной части Щёлковского района, на реке Дубенке бассейна Клязьмы, примерно в 47 км к северо-востоку от Московской кольцевой автодороги и 32 км от одноимённой железнодорожной станции города Щёлково.
В 2 км севернее деревни проходит Фряновское шоссе Р110, в 12 км к северо-востоку — Московское большое кольцо А108, в 12 км к юго-западу — Московское малое кольцо А107, в 27 км к югу — Горьковское шоссе М7. Ближайшие населённые пункты — деревни Аксёново и Мосальское.
В деревне три улицы — Заречная, Лесная и Строителей.
Связана автобусным сообщением с рабочим посёлком Фряново, городами Москвой и Щёлково (маршруты № 35, 335).

## Население
| 1852 | 1859 | 1869 | 1899 | 1926 | 2002 | 2006 |
| ---- | ---- | ---- | ---- | ---- | ---- | ---- |
| 131  | ↗152 | ↗159 | ↘57  | ↗160 | ↘25  | ↗35  |
| 2010 |      |      |      |      |      |      |
| ↗49  |      |      |      |      |      |      |

## История
В середине XIX века сельцо Горбуны относилось ко 2-му стану Богородского уезда Московской губернии и принадлежало подпоручику Николаю Александровичу и капитану Ольге Григорьевне Бульгиным, а также надворному советнику Анне Ивановне Захаровой. В сельце было 25 дворов, крестьян 65 душ мужского пола и 66 душ женского.
В «Списке населённых мест» 1862 года — владельческая деревня 2-го стана Богородского уезда Московской губернии по левую сторону Стромынского тракта (из Москвы в Киржач), в 26 верстах от уездного города и становой квартиры, при реке Дубенке, с 21 двором и 152 жителями (75 мужчин, 77 женщин).
По данным на 1869 год — деревня Аксёновской волости 3-го стана Богородского уезда с 27 дворами, 29 деревянными домами, хлебным запасным магазином, бумаготкацким заведением и 159 жителями (71 мужчина, 88 женщин), из которых 6 грамотных. Количество земли составляло 171 десятину, в том числе 110 десятин пахотной. Имелось 22 лошади, 24 единицы рогатого и 3 единицы мелкого скота.
В 1913 году — 19 дворов, две шёлковые фабрики Беловых.
По материалам Всесоюзной переписи населения 1926 года — деревня Аксёновского сельсовета Аксёновской волости Богородского уезда в 2 км от Фряновского шоссе и 36 км от станции Щёлково Северной железной дороги, проживало 160 жителей (66 мужчин, 94 женщины), насчитывалось 30 хозяйств (28 крестьянских), имелась школа 1-й ступени.
С 1929 года — населённый пункт Московской области в составе:
- Аксёновского сельсовета Щёлковского района (1929—1954)[17],
- Головинского сельсовета Щёлковского района (1954—1959, 1960—1963, 1965—1994)[18][19][20],
- Головинского сельсовета Балашихинского района (1959—1960)[18][21],
- Головинского сельсовета Мытищинского укрупнённого сельского района (1963—1965)[22],
- Головинского сельского округа Щёлковского района (1994—2006)[20],
- городского поселения Фряново Щёлковского муниципального района (2006 — н. в.)[23][24].